# Utricularia nervosa
Utricularia nervosa este o specie de plante carnivore din genul Utricularia, familia Lentibulariaceae, ordinul Lamiales, descrisă de G. Weber și Benj.. Conform Catalogue of Life specia Utricularia nervosa nu are subspecii cunoscute.